# تاريخ تايوان الاقتصادي
بدأ حفظ سجلات تاريخ تايوان الاقتصادي ونموها في عصر الاكتشافات. تنبّه الأوروبيون في القرن السابع عشر أن تايوان تقع على الشُرَّافة الاستراتيجية بين الشرق الأقصى وجنوب شرق آسيا. تنافست اثنتان من الإمبراطوريات الأوروبية الكبرى على استعمارها وكانتا الإمبراطوريتان الهولندية والإسبانية. أصبحت تايوان أيضًا وجهة وسيطة للتجارة بين الإمبراطوريات الأوروبية الغربية وبلدان شرق آسيا. يعتمد تاريخ تايوان اعتمادًا كبيرًا على الاقتصاد بوصفها مستعمرة للإمبراطورية الهولندية، ومملكة تونغنينغ، وسلالة تشينغ الصينية، وإمبراطورية اليابان في الفترة بين عام 1630 حتى عام 1945.
انسحبت حكومة جمهورية الصين إلى جزيرة تايوان في خمسينيات القرن العشرين إثر خسارتها في الحرب الأهلية الصينية، ونفذّت سياسات الإصلاح الزراعي مثل تخفيض الإيجارات بنسبة 37.5%. حلّت الصناعات الخفيفة محل الاقتصاد الزراعي في الستينيات عندما بدأ تأسيس الشركات الصغيرة والمتوسطة. استقر الاقتصاد التايواني تدريجيًا من 1966 حتى 1980 عندما وضعت مشاريع البناء العشرة الكبرى الأسس في تعزيز التنمية الاقتصادية. انحسر دور الحكومة في الاقتصاد تدريجيًا بعد الثمانينيات عندما تمت خصخصة العديد من الشركات المملوكة للحكومة.

## عصر ما قبل التاريخ
استوطن الإنسان في تايوان وفقًا للأدلة الأثرية منذ أواخر العصر الحجري القديم الأعلى (حوالي 50000 – 10000 قبل الحاضر). كانت حضارة تشانغبينغ (بالصينية: 長濱文化) إحدى الحضارات الأولى التي ازدهرت في جنوب تايوان. اكتُشفَت العديد من المواقع الأثرية لحضارات العصر الحجري الحديث في حوض تايبيه شمالي تايوان.  كانت الأنشطة الاقتصادية خلال هذه الفترة، والتي يتعذر شرحها بإسهاب نظرًا لعدم وجود لغة مكتوبة آنذاك، هي التجميع وصيد الأسماك والزراعة.
دخل شمالي تايوان قبل نحو ألفي عام في العصر البرونزي. عززت صناعة تعدين الحديد والأساليب الزراعية المتطورة الأنشطة الاقتصادية. ازدهرت حضارة شيهسنهانغ (بالصينية: 十三行文化) خلال هذه الفترة وشهدت تقنية النسج. ولم تنته حتى مجيء الهان الصينيين.
يعتقد معظم الباحثون أن حضارة شيهسنهانغ جسدت أنشطة التايوانيين الأصليين. فمن المسلم به عمومًا، رغم أنه لا يوجد دليل يثبت ذلك، أن القبائل التايوانية الأصلية اعتمدت اقتصاديًا على صيد الأسماك واصطياد الحيوانات وممارسة زراعة القطع والحرق.

## الاحتكاك مع أوروبا

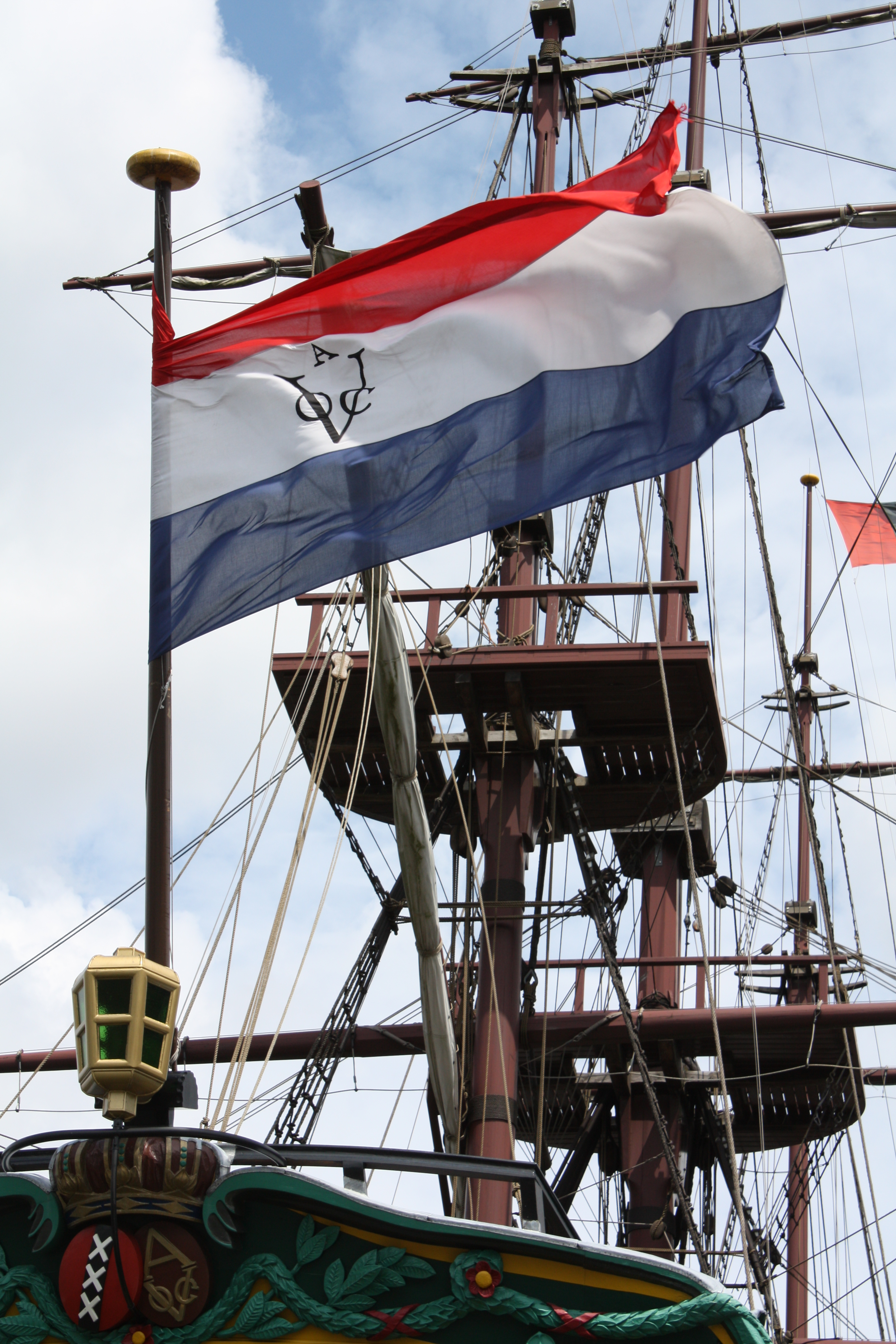
نموذج مشابه لسفينة هولندية تابعة لشركة الهند الشرقية الهولندية (VOC).

ركزت شركة الهند الشرقية الهولندية في مطلع القرن السابع عشر تجارتها مبدئيًا قرب البسكادورز. ادعت سلالة مينغ رغم ذلك أن الأرخبيل جزء من أراضيها وطردت الهولنديين منه. مما اضطرهم للانسحاب إلى الجزيرة الرئيسية في تايوان، والتي كانت تعرف آنذاك باسم فورموسا. وأسسوا محطة تجارية في مدينة تاي-وان (مدينة تاينان في العصر الحديث).
كانت المبادلات التجارية مع بر الصين الرئيسي واليابان وكوريا وجنوب شرق آسيا الغرض الرئيسي من احتلال تايوان في محاولة لاحتكار التجارة في شرق آسيا. أهم الموارد التايوانية التي صُدّرت هي السكر وجلود الآيل المرقط ولحم الغزال وقرون الأيائل والروطان والأرز. بحلول عام 1658، صدّرت الشركة السكر إلى فارس واليابان وجاكرتا وكان لديها حوالي 35 محطة تجارية في آسيا. جنت تايوان 25.6% من الأرباح، واحتلت المركز الثاني بعد ناغاساكي في اليابان من بين جميع المحطات التجارية الهولندية. ومع ذلك لم توزع الأرباح للسكان التايوانيين المحليين بل على المساهمين في الشركة.
أبدى اليابانيون في ذلك الوقت اهتمامًا في الأنشطة التجارية في تايوان. وقد نجم عن تحدي اليابانيين الاقتصادي فرض شركة الهند الشرقية الهولندية ضرائب باهظة على التجار اليابانيين. اختطف اليابانيون عام 1628 الحاكم بيتر نويتس وأغلقوا المحطة التجارية في ناغاساكي. أعيد افتتاحها مجددًا عام 1632 بعد أن سُلّم نويتس إلى اليابان ليزج في السجن.

## أوائل السيطرة الصينية
في خضم غزو إمبراطورية تشينغ، اجتاح كوشينغا المناصر لإمبراطورية مينغ جزيرة فورموسا الهولندية لاستخدامها بمثابة قاعدة للهجمات على امتداد ساحل الصين. بعد أن نفّذ بنجاح الحصار الذي فرضه على حصن زيلانديا، وأنعشت إمبراطورية تشينغ الحظر البحري وقطعت التجارة البحرية بسبب حكمه وسعيًا منها لإضعافه. حكمت سلالة كوشينغا تايوان بصفتها مملكة تونغنينغ المستقلة، وأحدثت أنظمة توزيع الأراضي لتزوّد جيشها بالإمدادات الغذائية على نحو فعال. كما أبرمت شركة الهند الشرقية الإنجليزية معاهدة تجارية معها. واصلت الإمبراطورية البريطانية واليابان التجارة مع تايوان بصفتها دولة مستقلة.
لم يكن لدى سلالة تشينغ أدنى مصلحة في تحسين اقتصاد تايوان بعد أن هزمت جيش كوشينغا الخاص، ووصفتها بأنها أرض غير حضارية. ونتيجة لذلك، أتت معظم الأنشطة الاقتصادية من مستعمرات المهاجرين. كان إنشاء أنظمة الري ومشاريع الهندسة الهيدروليكية أهم التطورات التي طرأت على التنمية الاقتصادية خلال هذه الفترة الزمنية. أدى الفائض الزراعي الناجم عن هذه التحسينات إلى تصدير الأرز إلى بر الصين الرئيسي. وعلى صعيد آخر، استمرت الأنشطة التجارية في جميع الموانئ التجارية الكبرى. أصبحت تاينان ولوكانغ وبانكا أكبر ثلاث مدن في تايوان.
افتُتحت عام 1858 أربعة موانئ في آنبينغ وكاوهسيونغ وكيلونغ وتامسوي تحت وطأة الضغوطات التي مارستها الإمبراطوريات البريطانية والفرنسية بعد حرب الأفيون الثانية. صدّرت هذه الموانئ التجارية الشاي التايواني والكافور وساهمت في تعزيز اقتصاد تايوان.

## السيطرة اليابانية

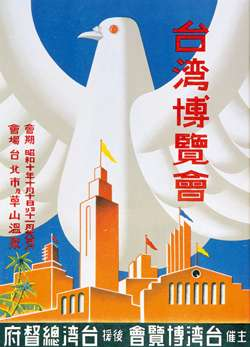
السيطرة اليابانية: تأثير الحكم الاستعماري على الاقتصاد التايواني

كان الاقتصاد التايواني في ظل الحكم الياباني اقتصادًا استعماريًا في معظمه. على سبيل المثال، استُخدمَت الموارد الطبيعية والبشرية في تايوان لدعم التنمية الاقتصادية والعسكرية على حد سواء في اليابان. بدأت هذه السياسة في عهد الحاكم العام كوداما جينتارو وبلغت ذروتها في منتصف الحرب العالمية الثانية عام 1943. هيمنت صناعة السكر قبل عشرينيات القرن العشرين على اقتصاد تايوان، فيما أصبح الأرز أهم الصادرات في الفترة بين 1920 لغاية 1930. كانت السياسة الاقتصادية الرئيسية خلال هاتين الفترتين لمكتب الحاكم العام (OGG) هي «الصناعة من أجل اليابان، الزراعة من أجل تايوان». لكنه بعد 1930 بدأ انتهاج سياسة التصنيع نظرًا لضرورات الحرب.
في عهد الحاكم أكاشي موتوجير، حُوِّل مستنقع ضخم في وسط تايوان إلى سد عملاق من أجل بناء محطة توليد للطاقة الهيدروليكية بغرض التصنيع. أصبح السد والمنطقة المحيطة به والذي يعرف اليوم باسم صن مون ليك وجهةً لا بد أن يزورها السياح الأجانب الذين يقصدون تايوان.
رغم اختلاف محور الاهتمام الرئيسي لكل مرحلة من هذه المراحل، كانت زيادة إنتاجية تايوان لتلبية الطلب في اليابان الهدف الرئيسي طيلة هذا الوقت، وقد تحقق بنجاح. طُرحت أفكار ومفاهيم وقيم جديدة للتايوانيين في إطار هذه العملية، ونُفذت العديد من مشاريع الأشغال العامة مثل السكك الحديدية والتعليم الحكومي والاتصالات. إثر تنامي الاقتصاد، استقر المجتمع، وتحررت السياسة تدريجيًا، وبدأ التأييد الشعبي للحكومة الاستعمارية بالازدياد. بالتالي، استُخدمت تايوان بمثابة واجهة تروج لجهود اليابان الاستعمارية في أرجاء آسيا، كما عُرض في معرض تايوان لعام 1935.

## العصر الحديث
إثر انسحاب الكومينتانغ إلى تايوان، استقر المجتمع التايواني نسبيًا على الصعيد السياسي في خمسينيات القرن العشرين. غير أنه واجه بعض العقبات الاقتصادية نتيجة الدمار الشامل خلال الحرب العالمية الثانية والتضخم الصيني الجامح في أربعينيات القرن العشرين. تضرر الاقتصاد في تايوان كذلك بسبب الزيادة المفاجئة في تعداد السكان الناجمة عن هجرة الكومينتانغ من بر الصين الرئيسي.
وضع نظام الكومينتانغ جملة من الخطط السياسية والاقتصادية لمواجهة الضغط الاقتصادي. كان الالتزام بالتعليم ذو أهمية بالغة لازدهار هذا الاقتصاد على المدى الطويل، ابتداءً من تعميم التعليم الابتدائي، مع توسيع نطاقه ليشمل تعليم المستوى الأعلى وبلوغ المستويات الأساسية لمحو الأمية. أُصدر الدولار التايواني الجديد ليحل محل الدولار التايواني القديم. جرى إصلاح زراعي ناجح أيضًا بفضل الدور الذي اضطلع به حزب الكومينتانغ بصفتهم مهاجرين جدد لا ملاك أراضي. ساهمت المساعدات التي قدمتها الولايات المتحدة في إصلاح اقتصاد تايوان.